# 統裁合議制
統裁合議制（とうさいごうぎせい）は、合議制の機関における意思決定の方法のひとつで、参与者の合議と多数決による合意形成を行う過程を踏みつつも、実質的決定権はひとりの決裁者が保持する意思決定の方式を言う。

## 概要
律令制度のもとでしばしば行われた方法であり、近代以前の日本の政治意思決定方法の原則的手法であった。利光三津夫によると、奈良時代の太政官における通常の議事決定方式は、最終的に天皇が裁可する形での統裁合議であった。
平安時代の朝廷の会議を例に取れば、合議の参加者がそれぞれお互いの意見を出して議論を行って、その後に採決を取る。その後に最終的な決裁者である天皇（あるいはその代理者である摂政・関白）に合議の内容が報告されて、それに基づいて最終的な決裁者が判断を行って最終的な政治意思が決定されるのである。なお、大政翼賛会のように意見だけ聞いて採決を取らない場合は衆議統裁という。
したがって「合議の参加者」と「最終的な決裁者」の力関係によってその内実は大いに変化した。原則的には合議制と同様に合議の結果が尊重されるのが望ましいと考えられ、たいていの場合はそれに基づいた決裁が行われる場合が多かったが、決裁者が絶対的あるいはそれに近い権力を保有していた場合には、独任制あるいは独裁制と変わらなくなる場合があった。

## 事例
事例としては以下のような話がある。
- 平安時代の『小右記』によれば、朝廷の会議での多数意見が関白藤原頼通の反対によって否認され、頼通が支持した少数意見による方策が実施された。
- 鎌倉幕府において、評定衆が全員一致で反対した日蓮に対する恩赦が決裁者である執権北条時宗によって実施された。
- 戦国時代の甲斐武田氏では、武田家臣団による合議の下、最終的決定権は武田家当主に委ねられていた。

下位の者の意見を取り上げる形式をとって下位の不満を抑えつつも、最終的な決裁権は最高権力者が保持し続けるというこのやり方は、江戸時代に至るまで「伝統的」・「原則的」手法として守られ続けていった。これは佐幕派と倒幕派の双方から理想とされた公議政体論も同じであった。そして明治憲法下も立法（帝国議会の決議（協賛）→天皇の決裁（裁可））や御前会議などにおいてはこの方式が維持されていったのである。